# Ehemaliges Trinity College

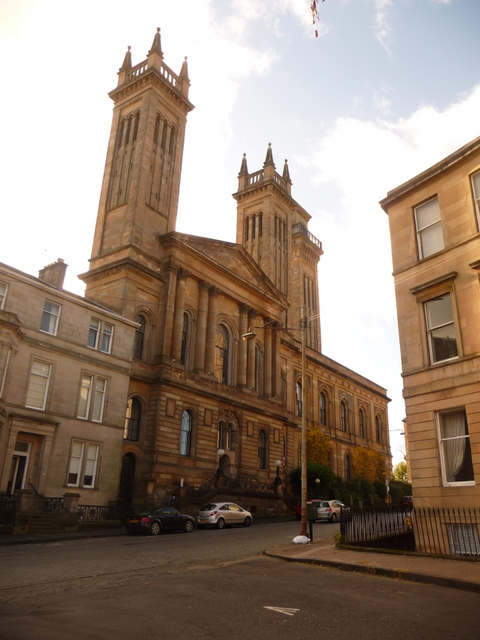
Ehemaliges Trinity College

Das ehemalige Trinity College ist eine ehemalige Hochschule in der schottischen Stadt Glasgow. 1970 wurde das Bauwerk in die schottischen Denkmallisten in der höchsten Denkmalkategorie A aufgenommen. Des Weiteren ist es Teil eines umfassenderen Denkmalensembles der Kategorie A.

## Geschichte
Mit dem schottischen Kirchenschisma von 1843, der sogenannten „disruption“, bestand für die neuentstandene Free Church of Scotland die Notwendigkeit zur Einrichtung von Ausbildungsstätten zur Deckung des eigenen Bedarfs. Zu diesen zählt das Trinity College. Die Ausschreibung zum Bau im Jahre 1856 gewann der schottische Architekt Charles Wilson. Vermutlich 1861 war der Bau fertiggestellt. Zwischen 1869 und 1871 durch David Thomson und abermals 1902 durch David Barclay wurde das Gebäude erweitert. Die nebengelegene Park Church brannte im Jahre 1903 aus. Sie wurde restauriert und diente in der Folge als Hochschulbibliothek. 1933 wurde das Gebäude überarbeitet und zwischen 1939 und 1941 modernisiert.
Das Trinity College ist heute Teil der University of Glasgow und auf ihrem Campus angesiedelt. Nach der Verschmelzung der Kirchengemeinde ist es heute der Church of Scotland zugeordnet.

## Beschreibung
Das Gebäude steht an der Lynedoch Street nordwestlich des Glasgower Stadtzentrums. Markant sind die beiden schlanken Türme im lombardischen Stil an der nordexponierten Hauptfassade. Ein weiterer Turm erhebt sich von der Westfassade oberhalb des Hauptportals der ehemaligen Kirche. Im Bereich des Erdgeschosses ist das Mauerwerk rustiziert. Die Rundbogenfenster sind ornamentiert, teils mit skulpturierten Zwickeln. Am Turm finden sich Balkone mit pilastrierten Zugangsportalen. Der Turm schließt mit einem weit ausladenden Kranzgesimse auf wuchtigen Konsolen. Gesimse und Friese gliedern die Fassade horizontal. Die nordexponierte Fassade ist mit gepaarten korinthischen Säulen und Dreiecksgiebel gestaltet.